# 宇都宮市立姿川第一小学校
宇都宮市立姿川第一小学校（うつのみやしりつ すがたがわだいいちしょうがっこう）は、栃木県宇都宮市西川田本町三丁目にある公立小学校。姿川地区の中では児童数が一番多い。

## 沿革
- 1911年
  - 4月 - 南校と東校が統合し、姿川村立第一尋常小学校となる
  - 10月 - 新校舎落成
  - 11月 - 開校式を挙行し創立記念日とする
- 1936年 - 樹齢150年超の「藤」が個人より寄贈された
- 1941年4月 - 姿川村立第一国民学校となる
- 1947年4月 - 姿川村立第一小学校となる
- 1955年4月 - 宇都宮市立姿川第一小学校となる
- 1968年8月 - プール完成
- 1975年1月 - 体育館完成
- 1976年7月17日 - 「藤」が宇都宮市の文化財指定を受ける
- 1989年3月 - 校舎南側に築山完成
- 2006年3月 - 築山撤去
- 2011年12月 - 創立100周年記念式挙行

## 通学区域
- 宇都宮市
  - 西川田町の一部[1]
  - 西川田1-6丁目、7丁目の一部
  - 西川田東町の一部
  - 西川田本町1-4丁目
  - 西川田南1-2丁目
  - 北若松原1丁目の一部
  - 幕田町の一部